# Ouvrouer-les-Champs
Ouvrouer-les-Champs és un municipi francès, situat al departament del Loiret i a la regió de Centre – Vall del Loira. L'any 2007 tenia 494 habitants.

## Demografia

### Població
El 2007 la població de fet d'Ouvrouer-les-Champs era de 494 persones. Hi havia 175 famílies, de les quals 35 eren unipersonals (8 homes vivint sols i 27 dones vivint soles), 54 parelles sense fills, 74 parelles amb fills i 12 famílies monoparentals amb fills.
La població ha evolucionat segons el següent gràfic:
Habitants censats

### Habitatges
El 2007 hi havia 192 habitatges, 181 eren l'habitatge principal de la família, 2 eren segones residències i 9 estaven desocupats. 189 eren cases i 2 eren apartaments. Dels 181 habitatges principals, 163 estaven ocupats pels seus propietaris, 17 estaven llogats i ocupats pels llogaters i 1 estava cedit a títol gratuït; 1 tenia una cambra, 3 en tenien dues, 16 en tenien tres, 46 en tenien quatre i 116 en tenien cinc o més. 153 habitatges disposaven pel capbaix d'una plaça de pàrquing. A 54 habitatges hi havia un automòbil i a 116 n'hi havia dos o més.

### Piràmide de població
La piràmide de població per edats i sexe el 2009 era:
| Homes | Edats   | Dones |
| ----- | ------- | ----- |
| 0     | 95 o +  | 0     |
| 0     | 90 a 94 | 0     |
| 8     | 85 a 89 | 12    |
| 0     | 80 a 84 | 0     |
| 4     | 75 a 79 | 8     |
| 4     | 70 a 74 | 0     |
| 12    | 65 a 69 | 4     |
| 4     | 60 a 64 | 4     |
| 8     | 55 a 59 | 16    |
| 20    | 50 a 54 | 16    |
| 20    | 45 a 49 | 20    |
| 12    | 40 a 44 | 20    |
| 16    | 35 a 39 | 24    |
| 12    | 30 a 34 | 4     |
| 8     | 25 a 29 | 8     |
| 12    | 20 a 24 | 4     |
| 16    | 15 a 19 | 20    |
| 12    | 10 a 14 | 12    |
| 12    | 5 a 9   | 12    |
| 8     | 0 a 4   | 12    |

## Economia
El 2007 la població en edat de treballar era de 327 persones, 260 eren actives i 67 eren inactives. De les 260 persones actives 246 estaven ocupades (124 homes i 122 dones) i 15 estaven aturades (4 homes i 11 dones). De les 67 persones inactives 24 estaven jubilades, 25 estaven estudiant i 18 estaven classificades com a «altres inactius».

### Ingressos
El 2009 a Ouvrouer-les-Champs hi havia 181 unitats fiscals que integraven 517,5 persones, la mediana anual d'ingressos fiscals per persona era de 18.966 €.

### Activitats econòmiques
Dels 25 establiments que hi havia el 2007, 1 era d'una empresa de fabricació d'altres productes industrials, 2 d'empreses de construcció, 7 d'empreses de comerç i reparació d'automòbils, 1 d'una empresa d'informació i comunicació, 3 d'empreses financeres, 2 d'empreses immobiliàries, 7 d'empreses de serveis i 2 d'empreses classificades com a «altres activitats de serveis».
L'únic servei als particulars que hi havia el 2009 era una lampisteria.
L'any 2000 a Ouvrouer-les-Champs hi havia 19 explotacions agrícoles que ocupaven un total de 368 hectàrees.

## Equipaments sanitaris i escolars
El 2009 hi havia una escola elemental integrada dins d'un grup escolar amb les comunes properes formant una escola dispersa.

## Poblacions més properes
El següent diagrama mostra les poblacions més properes.